# みおり舞
みおり 舞（みおり まい、1990年10月10日 - ）は、日本のAV女優、ストリッパー、元バレリーナ。GREEN所属。

## 略歴・人物
京都府出身。2歳からクラシックバレエを始め、全日本コンクール7位、2009年には第37回ローザンヌ国際バレエコンクールに出場。スターダンサーズ・バレエ団に所属し、上海万博文化庁芸術鑑賞会で全国を回るなど、プロダンサーとして活動。2011年に退団。
両親の離婚も伴い、バレエ時代の借金があったことから稼ぐことと表現の両立を目指し、AV女優を志願した。
2013年に「麻宮玲（あさみや れい）」の芸名でAVデビュー。クラシックバレエの経験を生かしたバレエや柔軟性に関連した作品に多数出演。アスタープロモーションに所属していたが、後にHustler2（現 GREEN）へ移籍。
2014年に「みおり舞」へ改名。
2016年、ロック座の3月興業にてストリッパーデビュー。
2017年2月、逢沢るると2人で『DMMニュースR18競馬部』として活動。前年まで東京スポーツ誌上で、予想を披露していたという業界屈指の“競馬好き”みおり舞ちゃんを部長に、まったく競馬をやったことない逢沢るるちゃんが副部長に。競馬を好きになったキッカケは、ニジンスキーってバレエダンサーが好きだったが、同じ名前の強い馬がいるよって教えられ、それから競馬場に行くようになり、いろいろ馬を見ているうちに、競馬にハマった。
2017年6月22日に放送された『田村淳の地上波ではダメ!絶対!』（BSスカパー!）の「第3回エロ芸グランプリ」で、股間をお盆で隠しながら裸でバレエを踊る元バレリーナのAV女優として出演。“みおり100%”として本家のアキラ100%にひけをとらない芸を披露し、グランプリを獲得。
AVデビュー前の体験人数は100人くらい。ただバレエに全てをかけていた21歳頃までは、体験人数4人くらい。小学1年か2年くらいからオナニーはしていた。
2024年、[[潤うるる]]として再デビュー。
趣味:競馬
特技:バレエ、軟体。アロママッサージ。

## 作品

### アダルトビデオ

#### 「麻宮玲」名義

##### 2013年
- BLACK SWAN INTERNATIONAL BALLET COMPETITON WINNER 麻宮玲 REI ASAMIYA（21） DEBUT Prima ballerina assoluta in AV（2月21日、サディスティックヴィレッジ）
- 働くオンナ獲り vol.22 SP 【スーツ姿の桜花りりが獲りに乱入!!】 水道橋 桜花りり&美乳OL編 （3月1日、プレステージ）全6名
- INTERNATIONAL BALLET COMPETITION WINNER 麻宮玲 REI ASAMIYA 軟体開脚拘束電マ!マシンバイブで激イカセ! 生中出し12発!で引退!（3月23日、サディスティックヴィレッジ）
- 柔尻変態 Fetishist 09 麻宮玲（3月25日、メディア総販ソレイル）
- みるスク 超軟体パイパン 麻宮玲（4月25日、みるきぃぷりん♪）
- 軟体っ子 4 魅惑のi字バランス 陽菜・麻宮玲（5月25日、アロマ企画）
- 赤面!マジ友の前で羞恥 仲良しだから見せたくない!!ナンパされた2人組が恥ずかしい行為をお互いに見られるという究極の羞恥体験（6月10日、ホットエンターテイメント）全8名
- 即撮りS級素人 完全初撮り4人（6月14日、S級素人）全4名
- ラブレズ ベロキス（7月7日、みるきぃぷりん♪）全16名
- PANIC HOGTIED（パニック・ホグタイド） 狂淫軟体縄地獄 Part.1 麻宮玲（7月19日、Baby Entertainment）
- 小悪魔マッサージで感じちゃった僕。 その3（7月23日、アロマ企画）全4名
- 言葉責めされ発情しオナニーをする女達（10月28日、メディア総販ソレイル）全6名
- ザ・ベイビーエンターテイメント 2013 PREMIUM BEST ～淫秘の女体轟沈アクメ～（12月7日、ベイビーエンターテイメント）多数出演
- フェッチBEST vol.4（12月23日、虎丸フェッチ）全10名

##### 2014年
- 夢の近親相姦・家族全員ヤッテます編・ 女性上位家族の我が家では姉と妹と母が僕を!娘が父を!無防備な挑発でチ○コを勃起させ、優しく挿入させてくれるのです（1月9日、SWITCH）全4名
- 乳首ポッチン巨乳と食い込み軟体女子にチ○ポの先から先走り汁ヤバイと思ったが女は興奮染み出すマン汁 麻宮玲・西篠カレン（1月23日、F&A）

#### 「みおり舞」名義

##### 2014年
- 淫らな出張マッサージ師に感じ過ぎて挿入まで許してしまう近所の人妻達 みおり舞・他（2月20日、F&A）全2名 ※「まい」名義
- えろえろスペルマ 1 みおり舞（3月21日、精液本舗）
- 「デッサンモデル募集」で集まった一般女性が合体ヌードモデル体験“おま○こパックリ”の下品なポーズから生ち○ぽ結合!中出し!羞恥絵画教室 保坂えり・宮坂レイア・みおり舞（4月10日、SODクリエイト）全3名 ※「まい」名義
- 品格のあるキャビンアテンダントの美脚ガニ股研修 お客様のためにどんなときでも笑顔でパンスト脚を大胆に開くCAたちの鬼研修に完全密着（4月10日、ディープス）全5名
- 軟体バレエSM拷問 調教された美しき肉体緊縛拘束絶叫ファック極限体位号泣オーガズム みおり舞（4月13日、セレブの友）
- 人妻潮吹き絶叫ナンパ 6（4月15日、ナンパーズ）全7名
- 介護ヘルパーの大きな尻に浮き出る透けパンに発情した俺 君野由奈・浅倉結衣・みおり舞（4月24日、AKNR）全3名
- おはズボッ! やだ、入っちゃった、だめ、動いちゃ! 感じちゃう〜 イキまくり可愛い娘スペシャル（5月2日（レンタル）/8月8日（セル）、アテナ映像）全5名
- 現役パイパン体操コーチが生中AV出演!! みおり舞（5月8日、メガハーツ）※「美咲ゆいか」名義
- 壁越しでも聞こえてくる隣の奥さんの喘ぎ声を注意すると恥ずかしそうに謝りに来たので押し倒したら拒みつつも全身ビクビクでイキまくった 3（5月10日、ナチュラルハイ）全3名
- 「金曜日の仕事帰りホロ酔い美淑女とキス寸前で3分間ジラし続けたら？」VOL.1（5月22日、DANDY）全4名
- エロい腰遣いで自らのマンコの奥の奥を刺激する抜き挿し丸見え潮吹きディルドオナニー!（5月25日、セレブの友）全11名
- エッチな推理バラエティー 絶対に感じてはいけない! AV女優人狼ゲーム 〜チ○ポをハメてるスケベな嘘つき女優は誰だ?〜（6月5日、ROCKET）全7名
- パイパン性器の新体操選手 みおり舞（6月5日、KIプランニング）※「沢木真央」名義
- リベレイター －序章－ みおり舞（6月27日、GIGA）
- 雨宿り中、濡れ尻を震わせながら視線を合わせてくる人妻は、キスした瞬かん巨根を求めだす。（7月10日、ナチュラルハイ）全4名
- ラスト・グッバイ。 みおり舞（7月10日、SILK LABO）
- 眩神RAIKA 前編 ドミネーション編 みおり舞・琥珀うた・宮崎由麻（7月11日、GIGA）全3名
- 2週間毎日 私の汚いパンティー見て下さい みおり舞（7月20日、レイディックス）
- わたし、男のひとなしでは、生きられない身体なんです… お願い… SEX漬けの旅に連れ出してください…。 みおり舞（7月25日、オーロラプロジェクト）
- 眩神RAIKA 後編 凌辱編（7月25日、GIGA）全4名
- こんな美女だらけでやれんのか! DREAM GRANDPRIX2014 全裸オイルキャットファイト 2 MATSURI 〜戦う相手を自分で指名する8人制最強美女決定トーナメント〜（8月1日、ROCKET）全9名
- 暴れん坊ザーメン（8月8日、ワープエンタテインメント）全10名
- SUPER HEROINE アクションウォーズ 自由戦士フェニックスS みおり舞（8月8日、GIGA）
- エレベーターガールin… ［脅迫スイートルーム］ Elevator Girl Mai（23） みおり舞（8月8日、ドリームチケット）
- 人妻本格飼育～美熟女拘束雌犬調教コレクション 41人8時間2枚組（8月29日、婦人社）全41名
- 脱SEX　革命AV 第6弾 顔面騎乗いじめ -Face Sitting Domination- 本場ブラジルのようなハードコアフェムドム顔騎日本版（8月21日、ROCKET）全5名
- 入院中の性処理を母親には頼めないからお見舞いに来た叔母にお願いしたら優しい騎乗位でこっそりぬいてくれた 6 中出しスペシャル（8月21日、ナチュラルハイ）全4名
- ヒロイン必殺地獄拳 みおり舞（8月22日、GIGA）
- 自宅出張SM 4 一人暮らしの女の子の部屋で拷問道具を持ち込んで一日中SM調教する!!! みおり舞（9月7日、アタッカーズ）
- 喉奥で感じる飲精ディープスロート デカチン丸呑み無理矢理フェラ総勢100名8時間（9月19日、婦人社）全100名
- ヒロイン洗脳悪堕ち 轟戦隊グランドファイブ 後編 大槻ひびき・みおり舞（9月26日、GIGA）
- ハメ狂う女のものすごい潮吹き みおり舞（10月2日、グローリークエスト）
- 「ママには内緒だぞ♥」 近所のママ友に女のカラダを教えこまれた僕（10月9日、SWITCH）全4名
- ずーっと立ってなさい! 無理矢理立たされたまま地獄のチンポ責め（10月17日、OFFICE K'S）全7名
- 西新宿OL専科マッサージ店盗撮 4時間（10月17日、大久保ヤンキース）全7名
- 先輩と後輩 新歓コンパからのお持ち帰りでWカップル成立! 泥酔なし崩しセックスを無断で発売! みおり舞・桃宮もも（10月20日、スターパライダイス）
- 若汁チューチュー 女子寮の猥褻管理人 琴音さら・みおり舞・桃宮もも（10月20日、スターパライダイス）全3名
- 風俗激戦区の客取り合戦 VIP客の無理なお願いも渋々聞いてくれるセクキャバ嬢たち 2（10月20日、スターパライダイス）全5名
- 田舎のカップル痴態隠し撮り（10月20日、スターパライダイス）全6名
- 女子（オナゴ）の肛門観察15人（10月20日、スターパライダイス）全15名
- 先輩と後輩。新歓コンパからのお持ち帰りでWカップル成立！泥酔なし崩しセックスを無断で発売！ みおり舞・桃宮もも（10月20日、スターパラダイス）
- 同性スパルタ羞恥スポ根革命ドラマ 私立極門女子校バレーボール部シゴキ選抜合宿 先輩の陰湿なシゴキに耐える新人部員の汗と涙とマン汁まみれの青春ブルマ全面戦争!（10月23日、ROCKET）全7名
- 黒いえいぎょうまん みおり舞（10月24日、GIGA）
- AV女優が撮影現場に来たらいきなりSEX 即ハメ生中出し（11月6日、グローリークエスト）全4名
- JKおまんこおっぴろげオナニー 4（11月7日、OFFICE K'S）全6名
- ROCKET×TENGA 10代限定! 赤面素人モニター調査 女性用TENGAを使って初めての潮吹きオナニー!! 新挿入型オナニーグッズiroha FITを持って自宅訪問! カメラの前で恥じらい初オナニー大潮吹き!!（11月8日、ROCKET）全6名
- 美少女Wセーラー戦士 壮絶!!ハードドミネーション触手地獄!! －正義の結晶破壊－ みおり舞・野宮さとみ（11月14日、GIGA）
- 月刊パンティストッキングマニア Vol.31 OL×美脚×オナニー（11月21日、OFFICE K'S）全4名
- M男骨抜き 接吻エステサロン（11月21日、OFFICE K'S）全8名
- 放課後裏風俗 JK密着マッサージ 裏オプションは何でもあり!手コキ・フェラチオ・本番プレイ!（11月21日、虎堂）全5名
- ヒロインハードピンチ凌辱 後編 シャドウレディ みおり舞（11月28日、GIGA）
- 無洗ワキコキ（11月28日、映天）
- 小便アフターお掃除フェラ（12月5日、OFFICE K'S）全7名
- JK女尻オナニー（12月5日、OFFICE K'S）全5名
- 本気で感じるディルドオナニー Vol.2（12月5日、虎堂）全5名
- DEVIL LADIES 淫酷責めの女たち 第二話:悪魔の淫色達磨嬲り みおり舞（12月7日、Baby Entertainment）
- 放送作家が発掘!! 給●明細 怪しい仕事に潜入調査! プライベートフォトモデル編 本家「給与●細」にも出演 みおり舞（12月7日、ゴールデンタイム）
- 女子校生の染み付き生パンティー（12月12日、映天）
- 小便痴女姉妹（12月19日、OFFICE K'S）全7名
- 悪ノリ 【泥酔】レズビアン（12月19日、虎堂）全8名
- おねショタ逆ショタ×妄想アイテム コラボ企画 エロガキが不思議なトレーディングカードゲームを手に入れた!!（12月20日、ROCKET）全4名
- 淫語変態 女子プロレズ 日本一変態なレズプロレスラーたちによる淫語だらけのイカセ合いプロレスショー（12月20日、ROCKET）全4名
- 全国津々浦々! 素人娘の方言手コキ 4（12月20日、スターパラダイス）全8名

##### 2015年
- 女性限定シェアハウスレズビアン 〜ドロ沼化していく三角関係、一つ屋根の下で…〜 事原みゆ・川上ゆう・みおり舞（1月7日、ビビアン）全3名
- ヒロイン顔面騎乗 －SUPERLADY編－ みおり舞（1月9日、GIGA）
- 非変身ヒロイン 前編 超閃光ブライトイエロー・リサ強制変身解除 大塚れん・みおり舞（1月9日、GIGA）
- バクシーシ山下ドキュメント 第1弾 毎度お騒がせのAV業界で、また事件が起こりました。 ロリコンAV監督が、23歳年下のAV女優と撮影とは関係なくセックスしてしまったところを盗撮されていたのです。 実際に起こった事件を追いかける過程で発覚する新事実の数々。 恋、嘘、勘違い、友情、再会、告白。 カラダも心も裸になった女と男が暮らす、セックスだらけの奇妙な世界のドキュメンタリー みおり舞・ミュウ（1月9日、V＆R PRODUCE）
- 病みつき本気スパンキングSEX 叩かれるほど感じる女達の痴態 28名8時間（1月19日、婦人社）全28名
- 女子社員ばかりの混浴露天風呂で男は僕1人だけの王様ゲーム!（1月22日、アイエナジー）全8名
- 学園戦姫カラーガーディアン みおり舞・川越ゆい（1月23日、GIGA）
- 非変身ヒロイン 後編 聖天戦隊アンジェイエロー・エマ変身阻害 野宮さとみ・みおり舞（1月23日、GIGA）
- 強制自慰アクメin… 4 密室マンズリ玩具調教（2月6日、ドリームチケット）全7名
- HYPER FETISH ハイレグいやらしクィーン みおり舞（2月7日、デジタルアーク）
- おかわりワゴン 撮影終わりにアポなし突撃! お願いです!おかわりさせてください!（2月7日、ゴールデンタイム）全5名
- 近親中出し強姦 義理の父や伯父に中出しされる若妻たち 月島えみり・みおり舞・あやね遥菜（2月12日、ルビー）全3名
- モテない僕を不憫に思った姉に「擦りつけるだけだよ」という約束で素股してもらっていたら互いに気持ち良すぎてマ●コはグッショリ!でヌルっと生挿入! 「え!?入ってる?」でもどうにも止まらなくて中出し! 6（2月19日、アイエナジー）全5名
- 「DANDY鉄板ワザSPECIALキスまで3cm女子大生だらけの路線バスで吐息がかかるほど密着！さらに尻と股間にチ○ポを擦りつけ発情させてヤる」 VOL.1（2月19日、DANDY）全5名
- 妄想アイテム究極進化シリーズ 常識書き換えアプリを手に入れた!! 世界ではなく個人の常識や記憶をエッチに変えちゃう操りアプリ!!（2月19日、ROCKET）全5名
- みおり舞が撮る糞ばばぁ（2月20日、V&Rプランニング）
- 湿度200%!好色娘と不倫妻 12人のお籠りSEX旅行大全8時間（2月25日、オーロラプロジェクト・アネックス）全12名
- 「街で見かけた地味女を強引に押し倒したらメガネが外れてイイ女に！？初めて体験する強引SEXの快感に我慢できずに騎乗位で腰をぐいんぐいんしはじめた」 VOL．1（3月5日、DANDY）全4名
- スパルタ小便病棟（3月6日、OFFICE K'S）全7名
- 女子校生の淫語オナニー 5（3月6日、OFFICE K'S）全4名
- 僕の上司はメガネの似合うミニスカ女部長（3月13日、アロマ企画）全6名
- 当て身コレクション5 FINAL DESTINY（3月18日、トラウマアート）全6名
- 本当に気持ち良すぎるオナニーベスト100人105連発8時間（3月19日、エンペラー）全100名
- 縄堕ち～陵辱専用緊縛拘束奴隷人妻アクメ全集41人8時間（3月19日、婦人社）全41名
- 本当に気持ち良すぎるオナニーベスト100人105連発8時間（3月19日、エンペラー）全100名
- 時間を止められちゃった俺（3月20日、OFFICE K'S）全5名
- 女子校スワッピングレズビアン 2（3月20日、虎堂）全4名
- JK密室トイレレズビアン（3月20日、虎堂) 全6名
- 当て身コレクション5 FINAL DESTINY（3月20日、トラウマアート）全11名
- カメラの前でおしっこする女 2 67人72発！（4月2日、グローリークエスト）全67名
- 新卒入社女子催眠適正研修 催眠レクリエーション 5 みおり舞・春日野結衣 (4月2日、トラウマアート)
- 挑発ディルドオナニー II（4月13日、アロマ企画）全6名
- 気持ち良過ぎて勝手に動いちゃう♥ お尻クネクネ 何度もイキたい! 指だけ腰振りオナニー（4月15日、プリモ）全11名
- OL全身女体図鑑 第二号（4月25日、アロマ企画）全5名
- アブノーマル・サスペクツ 2 美人殺し屋と変態美女 春日野結衣・みおり舞（4月26日、トラウマアート）
- 初美沙希&女監督なんともJAPANが行く! エビ反りしちゃうほど過激なエロエロ媚薬レズプレイ編 PART.2（4月25日、ナンパJAPAN）全4名
- 銀河特捜レイリオン さとうみつ・みおり舞（5月8日、GIGA）
- 女がその気になる 力づくの和姦（5月13日、FAプロ）全4名
- セックスが溶け込んでいる日常 働く綺麗なお姉さん『常に性交』丸の内OL（5月21日、ソフトオンデマンド）全6名
- ヒロインパンチラ 聖菜アリサ・みおり舞（5月22日、GIGA）
- 近親相姦 剛毛レズビアン 2 姉と妹がワキ毛と剛毛マ○コを貪り合う 熟姉妹の性愛 矢部寿恵・みおり舞・若月汐里（5月25日、セレブの友）全3名
- 都内街角の若妻をナンパGETマジ中出ししちゃいました。 6（5月25日、軟派舎）全12名
- 粘着系ゴックン傑作選!（6月5日、精液本舗）全9名
- 女戦闘員フィラメント（6月26日、GIGA）全14名
- チョークエクササイズ ～革新的エクササイズは命がけ～ みおり舞・春日野結衣（6月26日、トラウマアート）
- アクションウォーズ セーラー服秘密捜査官 一条烈花 綾瀬ことり・みおり舞（7月10日、GIGA）
- エクスタシー ネコとタチ 君狂おしきGスポット（7月13日、FAプロ）全5名
- ショタ様SEX法案合法化（8月20日、ROCKET）全5名
- サイキックキャットファイト みおり舞・小西まりえ（8月21日、トラウマアート）
- ヒワイナカラダ みおり舞（8月25日、デジタルアーク）
- おはズボッ!チャーミングな超敏感娘 28人270分SPECIAL（8月28日、アテナ映像）全28名
- レズビアン・ヴァンパイア～吸血鬼たちとの夏～ 朝倉ことみ・武藤つぐみ・みおり舞（8月28日、Eドラ！）全3名
- 夫の留守中に襲われ這いつくばって逃げるも後ろからねじ込まれ寝バック激ピストンで何度も痙攣イキする人妻 2 みおり舞・蓮実クレア・葵千恵（9月10日、ナチュラルハイ）全3名
- 私のワキ毛をもっと愛してください…魅惑の剛毛ワキ毛セックス 4時間ベスト 2（9月13日、セレブの友）全6名
- 直下型パンチラ挑発 SEXY編 2（9月25日、アロマ企画）全10名
- ヒプノレポート 2 ～女性催眠術師を徹底取材＆体験～ みおり舞・小西まりえ（9月28日、トラウマアート）全10名
- スプラッシュ！！メルピュア　～失禁遊戯～ みおり舞・春日野結衣（10月9日、GIGA）
- 女戦闘員討伐（10月9日、GIGA）全10名
- 非現実的妄想劇場 アナタの願望叶えます！ 「時間よ止まれ！」 もしも…時間を止められる超能力を使えたら？ 湯けむり秘湯温泉女風呂編（10月13日、KARMA）全24名
- くぱぁ～おま○こ見てぇ～ アナルも全開!! 自画撮りオナニー（10月15日、プリモ）全11名
- 女監督ハルナの素人レズナンパ 94 同じ会社の女の子同士！恥ずかしいけど激イキ初レズ体験！（10月15日、ピーターズ）全6名
- 自慰快楽オナニスト40人4時間（10月19日、婦人社）全40名
- 「休憩中の1時間バイトくんと2人きり！女を忘れたパートの美人おばさんは息子ほど年の離れたイケメンチ○ポならセクハラされても嫌じゃない」　VOL.2（10月22日、DANDY）全4名
- 金髪ロシア素人娘レズナンパ！異国の地にみおり舞参上！！！（11月1日、グレイズ）全5名
- 貞操観念がユル過ぎる！睡眠・食事に性欲処理は当たり前！！SEXの敷居が低い家族（11月2日、プレステージ）全4名
- くすぐり創作ミュージカル みおり舞・小西まりえ（11月5日、トラウマアート）
- 出産して急激に感度があがったママチャリ早漏妻 12 タワーマンションの妻たち ママ友連鎖SP（11月12日、ナチュラルハイ）全4名
- ヒロイン輪姦絶頂地獄 星海戦隊カイザーファイブ～狙われたカイザーピンク～ 原美織・みおり舞（11月13日、GIGA）
- 超絶体位セックス みおり舞・花城あゆ（12月10日、サディスティックヴィレッジ）
- 魔怪悪女軍団総進撃!! 惨めな大散華!!（12月11日、GIGA）全8名
- ヘンリー塚本女体レイプ 凌辱（12月13日、FAプロ）全4名
- ヘンリー塚本の接吻クレイジー 72才老監督とおいしいベロ おいしい女性器の女優たち（12月13日、FAプロ）全62名
- 41人の絶頂オナニー8時間 Part．2 イキっぷりがいい！おま○こがい～っぱい（12月15日、プリモ）全41名
- 超接写！マン肉こすり付けオナニー 2（12月20日、プールクラブ）全6名
- 「竿起こし」それはバレリーナの奇跡 みおり舞（12月25日、バルタン）
- 絡み合う軟体レズビアン 三喜本のぞみ・みおり舞・内村りな（12月25日、セレブの友）全3名
- 憧れ戦隊ヒロインを下僕化 4 朝倉ことみ・みおり舞・七海りこ（12月25日、GIGA）全3名

##### 2016年
- 性犯罪 歪んだ変態妄想 みおり舞・星咲茜・白石みお（1月1日、FAプロ）全3名
- フリーダム的 M男圧迫面接（1月5日、フリーダム）全6名
- 極レズ　美乳パイパン美少女Ｊｉｍｅｎａに犯されるＡＶ女優みおり舞 みおり舞・Jimena（1月8日、グレイズ）全6名
- ヘンリー塚本 女体監禁レイプ（1月13日、FAプロ）全5名
- オナり愛液手コキ 2 ～わたしのマン汁でコスってあげるね～（1月22日、SEX Agent/妄想族）全8名
- ゆる～い先端フェラからのイラマチオのような過激吸引 さきっちょ奉仕してると結局喉奥まで咥え込みたくなる不思議（1月22日、セックスエージェント）全8名
- 妄想看護師ぶっかけ痴漢列車 ザーメンナースの妄想着衣痴漢 みおり舞（1月30日、下半身タイガース/フェ地下）
- WニューハーフのデカマラをW痴女が焦らし寸止めで虐め抜く 2（2月4日、GLORY QUEST）全4名
- 男女の性欲が逆転（2月6日、アイエナジー）全7名
- 高学歴で完璧主義プライド高い美人が傲慢で周囲を侮辱仕返し強制即ハメにアヘ顔快感で抵抗不可 因果応報の仕上げは「お願い…見ないで…」屈辱の拘束放置バイブ潮吹き (2月12日、スクープ) 全4名
- 待ちに待った給料日!さあ風俗行くために全額下ろすぞ!とATMにかけ込んだら、ソソる格好のミニスカお姉さんが何やら手こずっている。「何モタモタしてんだよ! オカズにするぞ!」と気の弱い僕は言えるわけも無くイライラしながら待っていたら...。 みおり舞・高山えみり・早川瑞希（2月18日、SOSORU×GARCON）全3名
- じゅるじゅぱぶぽぽぉ 唾液量の多過ぎる卑猥な生フェラチオ（2月19日、SEX Agent/妄想族）全9名
- 超・女体観察 2 神秘の女体図鑑! 自然界最高の創作物「オンナ」（2月19日、SEX Agent/妄想族）全14名
- 全国縦断！！産地直送の素人娘 方言手コキ 17名（2月20日、スターパラダイス）全17名
- 美少年ヒーロー凌辱 炎の戦士フレイムレッド みおり舞・原美織（2月26日、GIGA）
- 女下忍衆 ～無念！！散りゐく雑魚くノ一たち～（2月26日、GIGA）全5名
- TMAコスプレが大好きな女優さん大集結! 第一回コスプレオフ会大乱交!!（2月26日、TMA）全10名
- 美脚OLのストッキング嬲り（3月5日、フリーダム）全6名
- 新婚の兄に紹介された新妻が、ボクのお気に入りの元風俗嬢だった!でも兄はそのことを全く知らない!（3月5日、Hunter）全6名
- 「綺麗な奥さん2人組をナンパして高級リムジンでホロ酔いおもてなし!夫よりもデカいせんずりチ○ポで1人を落とせばお堅いママ友もヤれちゃう?」VOL.1（3月5日、DANDY DANDY-476）全8名
- 海外同性カップルたちにエッチなレズ行為を撮影させてもらいました！ (4月1日、GLAY’z) 全7名
- 体罰女教師（4月5日、フリーダム）全6名
- 罵倒地獄 SEX下手な男がSEX中に言われた言葉（4月5日、フリーダム）全24名
- 変態スケベ用語でイッてみない！？ ONA15スタジオLIVEオナニー「私たちの淫語」～オー・エヌ・エー・フィフティーン えっちな言葉で高まっちゃう～ (4月15日、セックスエージェント) 全15名
- 絶対！妊娠するんだから！ お父さんを押さえつけて私が妊娠するまで何度も中出しさせちゃいました！ 2（4月19日、Hunter）全5名
- コスプレイヤー隠し撮り×SEX撮影会 みおり舞・若月まりあ・如月しょうこ（4月20日、STAR PARADISE）全3名
- 亀頭メンテナンス 2（4月25日、アロマ企画）全7名
- ニオイを感じる 足裏 2（5月5日、フリーダム）全19名
- 女子寮に入居した上京間も無いお嬢様は、窓全開立ちバックに必死に声をこらえながらも味わったことのない羞恥に興奮し自らケツを打ちつけイキまくる！（5月7日、アパッチ AP-308）全5名
- 第1回 青空ザーメンダーツ選手権 みおり舞・他4名（5月12日、ロケット）全5名
- ヘンリー塚本 近親相姦 父親にソレを許した娘たち 武藤つぐみ・塚田詩織・みおり舞（5月13日、FAプロ）全3名
- お前ら透明人間になったらパンチラ見まくるよな!?（5月13日、アロマ企画）全6名
- スーパーヒロインドミネーション地獄 26 光装戦隊ブライトファイブ みおり舞（5月13日、GIGA）
- JKバラエティ！！THE検尿診断 飲尿寺先生のおしっこ飲ませてちょう～だい！（5月20日、スターパラダイス）全5名
- 淫らに乱れる（5月25日、セレブの友）全4名
- 体育の授業をサボって、女子が着替えた後の教室に忍び込み大興奮な僕! 勃起がおさまりません! だけど戻ってきた女子に見つかり一貫の終わり…と思ったら、ニヤニヤしながら服を脱ぎブルマ姿に! まさかのブルマで誘惑してきた女子に当然ソソられて…!! 白石みお・みおり舞・南希海（6月9日、SOSORU×GARCON）全3名
- パンチラ＆ポロリてんこ盛り！素人女子校生限定！目指せ！賞金100万円！ツイ●ター野球拳（6月19日、ATOM）全5名
- 天使の援交 顔バレ無理だよ！JKマスクしたままフェラバイト 2（6月20日、スターパラダイス）全6名
- チャージマーメイド ～禁じられた力～ みおり舞・井上綾子・しじみ（7月8日、GIGA）全3名
- メガネっ娘JK素股痴漢 本屋ver．（7月19日、アパッチ）全5名
- スーパーヒロインアクションウォーズ 18 かなで自由・みおり舞・しじみ（7月22日、GIGA）全3名
- 60ミリ長舌舐め狂い痴女の鼻フェラ濃厚唾パック みおり舞（7月25日、グリップAV）
- 薄着でおでかけ奥さんを打ち水で狙い撃ち！！ビチョ濡れ中出しナンパ（8月5日、グリグリ）全10名
- 家庭内中出し近親相姦かくれんぼ みおり舞（司会）・他3名（8月6日、ロケット）全4名
- いやらしい先輩OLの淫語 誘惑 胸チラ パンチラ（8月13日、KARMA）全32名
- エステにおけるオイル手コキ 5（8月13日、アロマ企画）全5名
- 敏感AV女優☆イキ我慢選手権! イクと素人チ○ポ生中出し地獄!（9月2日、WANZ FACTORY）全8名 ※「AV OPEN 2016」企画部門エントリー作品
- 密着洗体エステに勤める訳あり妻に媚薬ローションを仕掛けたら我慢できなくなって…本番成功 朝桐光・みおり舞・宮下華奈（9月2日、プレステージ）全3名
- 競泳水着インストラクターが痴漢されているにも関わらず身体をピクピク痙攣させてマ◎コを掻きむしり出したので… みおり舞・芦名ユリア・七瀬ひとみ（9月2日、プレステージ）全3名
- もう死んだってかまわない! 超ラッキーの連続で巻き起こるスケベ過ぎる一日! 鼻血が止まらないくらいの夢のエロハプニング続出! 7（9月7日、ゴールデンタイム）全10名
- 野外陵辱聖水レズビアン 露出オイルセックスで、性欲剥き出しのレズアクメ狂い!!! 芦名ユリア・みおり舞（9月7日、山と空/妄想族）
- 女体絶頂究極放置地獄　-激震総集編-　残酷なる快楽強制噴出！イキっぱなし狂乱回廊（9月7日、ベイビーエンターテイメント）全21名
- 痴女レースクイーンが参戦！M男くすぐりサーキット みおり舞（9月10日、グリップAV）
- HYPER HIGHLEG QUEEN SEX（9月25日、デジタルアーク）全6名
- スケベな家族対抗！近親相姦中出し大運動会 みおり舞（司会）・他8名（10月6日、ロケット）全9名
- BIBIAN Presents 夢の全裸レズバトルタッグマッチトーナメント2016！！（10月7日、ビビアン）全8名
- 人妻の無防備な胸チラにフル勃起しちゃった僕！ナンパして即ハメ中出し（10月7日、グリグリ）全8名
- 絶叫！拘束M嬲り8時間（10月13日、天真乱マン）全50名
- 泌尿器科のソソる看護師にフル勃起! チンチンが痛くなり病院へ… 美人看護師がいる前で「包皮が擦れただけですね。自慰行為もほどほどに」と辱めを受けた僕。 芦名ユリア・みおり舞・江上しほ（10月20日、SOSORU×GARCON）全3名
- 女戦闘員ディスティーノ（10月28日、GIGA）全7名
- 正義の下級戦士ヤラレ地獄（10月28日、GIGA）全5名
- みおり舞の「欲求不満なのでエッチさせてもらってイイですか?」in ヨーロッパ4時間 みおり舞・素人娘10名（11月1日、GLAY'z）全11名
- パンスト＆足裏解剖実験室 みおり舞（11月10日、グリップAV）全8名
- 女幹部ヒーロー集団陵辱 ～弄ばれたチャージドラゴン～ 美咲結衣・水原あお・みおり舞（11月11日、GIGA）全3名
- 本気で愛し合うレズビアン 厳選8時間ベスト（11月19日、婦人社）全61名
- 悪の女幹部絶体絶命 ～哀しき女幹部の最期～（12月23日、GIGA）全4名

##### 2017年
- 生まれて初めての金蹴り 3 金玉ツブれたら死んじゃうんですよね?（1月5日、フリーダム）全43名
- オナニーしながら寝落ちの姉の股間には暴走固定バイブ？（1月19日、Hunter）全5名
- ドスケベ痴女100人の強制チ◯ポ狩り（1月25日、セレブの友）全100名
- ヒロイン完勝 02 ～機動捜査官レイン 復讐のヒロイン～ 碧しの・みおり舞（2月10日、GIGA）
- 女戦闘員陵辱洗脳 -tranquilo-（2月24日、GIGA）全8名
- コスコスぐりぐり（3月25日、グリップAV）全8名
- こんなお店があったらいいなシリーズ 本日開店! おしっこお寿司屋さん みおり舞（4月20日、レイディックス）
- 腋くすぐりクンニ爆笑絶叫三重奏 みおり舞・早川瑞希・東杏果（4月25日、グリップAV）全3名
- 母親と息子が机の下でこっそり近親相姦ゲーム 3（5月3日、ロケット）全4名
- 強制唾液天国 5 唾吐き無限屈辱M男の快楽（5月20日、レイディックス）全6名
- コスプレイヤー彼女を個人撮影 歴代彼女を一気出しSP（5月20日、スターパラダイス）全4名
- 友達2人自宅連れ込み！なし崩しLOVESEXは最高SP（6月20日、スターパラダイス）全4名
- 【素人ギャル個撮初ハメ撮り体験】バレエダンサー みおり舞（6月25日、シャーク）
- 絶叫くすぐり大声コンテスト（6月25日、グリップAV）全8名
- 大日本くすぐり電気アンマ大學校（7月10日、グリップAV）全8名
- ヘンリー塚本原作 力づくの和姦 吉田花・みおり舞（7月13日、FAプロ）
- 母親と息子が水中でこっそり近親相姦ゲーム（8月24日、ロケット）全4名
- エッチで可愛い美少女達がおま○ことアナルをパックリ開いて見せまくり挑発（8月25日、ケイ・エム・プロデュース）全20名
- 大切な男性器を極上メンテナンスで最高の状態に！！ 睾丸回春 亀頭責め専門 極上手コキエステシャン 22名 240分（9月22日、ケイ・エム・プロデュース）全22名
- ドスケベお姉さんのエロ舌チンシャブ淫語痴女（10月25日、デジタルアーク）全14名
- いろ恋芸者 一夜だけの夢 友田彩也香・みおり舞・他（10月3日、スターボード）※映画「芸者ガールズ お座敷で夢まくら」のビデオ版
- 磁力戦隊マグナマンVSエッチな怪人軍団 ～あやうしマグナピンク! エッチな怪人たちがピンクを狙う!! みおり舞・水谷あおい（11月24日、GIGA）

##### 2018年
- ハイレグ美女にバイブ突込みチ○ポしゃぶらせたら騎乗位で犯されました（2月7日、デジタルアーク）全7名
- 受け身の快楽！思いっきり勃起してください！女性のカラダを常に感じる密着ドキドキ回春マッサージ 2（2月23日、ケイ・エム・プロデュース）全23名
- ガニ股挑発ド変態オナニー100人8時間（2月25日、セレブの友）全100名
- とある病院に入院することになった！そしたら看護師さんが 性欲旺盛！巨乳超ヤリマン女子ばっかりでとんでもなくエロいことになった件（3月13日、KARMA）全20名
- WニューハーフのデカマラをW痴女が焦らし寸止めで虐め抜くBEST vol.1（3月15日、グローリークエスト）全20名
- 東京都女子校内撮影 じゃれ合いおふざけエロ動画 男子の目線を気にせず無邪気にエロふざける制服美少女 Part．6（4月13日、KARMA）全48名
- 人妻強制絶頂 快楽狂いSEX100人8時間（4月19日、婦人社）全100名
- 今年の新入生歓迎コンパは巨乳の美人揃いで…1人貧乳いるけどカワイイから許して？泥酔連れ込みSEX隠し撮り（4月20日、スターパラダイス）全4名
- 極道仁義なき抗争！ さらわれ拉致された極道の姐さん電マ拷問映像 女ながらにも気丈に勝ち気に振舞っていたが（5月25日、レッド）全16名
- 保護者であり母である私は… 男子高校の文化祭に行ったら柔道部員「快感マッサージ」とあったので入室してみたらとんでもなかったんです…（7月7日、東京スペシャル）全16名
- 山と空スペシャル総集編 聖水レズビアン5時間（7月19日、山と空）全8名
- 完全主観 唾吐き罵り娘。47人（7月20日、レイディックス）全47名
- 夏の盆踊りの打ち上げ参加した妻が・・・ 町内会打ち上げNTR2 妻がされているのを目撃し制止しようにも止められなかったボク（8月25日、レッド）全4名
- 偏差値35底辺Fラン大学 俺ら名門女子大生専門の睡眠レイプサークル3 どうだ? DNAが拒否するほど低偏差値な俺らのチ○ポをいれられて中出しされた感想はwww（9月25日、レッド）全4名
- 空港近くの秘湯混浴露天風呂はフライト帰りのCAたちに人気の穴場スポット! そこで地酒を飲ませてデカチンみせつけたらヤレた話 2（10月7日、東京スペシャル）全4名
- 淫乱熟女50人！緊縛奴隷輪姦・強制お漏らし・アナル凌辱SEX8時間（11月19日、婦人社）全50名
- くっさ～いパンツの染みコレクション 自分のアソコの匂いで興奮しちゃった8人のお姉さん（11月20日、レイディックス）全8名
- 女同士で激しく求め合う本気絶頂レズビアン（12月19日、婦人社）全50名
- 出されたお茶を飲んだら急激な睡魔に襲われて・・・ リクルート就活学生を狙った企業面接昏睡レイプ（12月25日、レッド）全20名

##### 2019年
- 昔、俺をいじめていたヤンキー女がソープに堕ちたと聞いたので、指名して20cmデカチンで大量精子復讐中出ししてやった。（1月13日、KARMA）全20名
- ターゲットたちはみずからやってきたwww中出しレイプwww 自宅へ強引に訪問営業してきた生保レディに睡眠剤入りのお茶を飲ませて眠らせやりまくったので投稿します！ 「契約してあげますからウチまで来てくださいよぉ」「本当ですか！すぐに行きます！」（1月25日、レッド）全20名
- イラマチオin… 4 脅迫スイートルーム 4じかん。（2月1日、ドリームチケット）全14名
- 九十九里浜海岸 海の家の水着女性客を狙った昏睡中出しレイプ映像 無料サービスの生ビールを飲んだ女性たちは昏睡し・・・目を覚ますと何か違和感が？！（2月25日、レッド）全20名
- 狙いは葬儀帰りの喪服美女たち インチキ祈祷師「悪い霊をつれてきちゃっていますよ」と自宅に連れ帰り昏睡レイプ 「さぁどうぞお清めの酒をお飲みください。」「ん、なんか眠気がzzz。」（3月7日、東京スペシャル）全20名
- DQN学生だらけな偏差値35底辺Fラン大学 俺ら名門女子大生専門の睡眠レイプサークル 被害者20名（3月25日、レッド）全20名
- おしっこクッキング（4月20日、レイディックス）全6名
- 昔、俺をいじめていたヤンキー女がソープに堕ちたと聞いたので、巨根高速ピストンで大量精子復讐中出ししてやった。（7月13日、KARMA）全20名
- 海水浴場の海の家で着替える若い美女たちの高画質盗撮動画（8月13日、KARMA）全40名
- 老人の絶倫ペニスと容赦ない愛撫でオンナは虜になる（8月20日、STAR PARADISE）全8名
- 取引先の美人OLを酔わせて自宅にお持ち帰り盗撮生セックス 無断でAV発売（9月13日、KARMA）全10名
- 関東圏某入浴施設潜入高画質盗撮 女風呂盗撮エロ動画（10月13日、KARMA）全40名
- 無理矢理させられた騎乗位で強制寝び反りイキさせられた派遣インストラクター 花宮レイ・岬あずさ・みおり舞（10月24日、ナチュラルハイ）全3名
- 神イキ素人ガチナンパ 隠れヤリマンの生態調査 2（11月1日、プレステージ）全4名
- 金を貸す条件は性行為！ 「ひととき融資」の一部始終 流出動画 20名（11月25日、レッド）全20名
- 女戦闘員 pique（12月13日、GIGA）全7名
- 修学旅行 男子生徒が差し入れてくれたジュースを飲むと意識が朦朧と昏睡してしまい…（12月25日、レッド）全20名

##### 2020年
- 180°股裂き拘束されたまま吸引器具で大きくなったクリを責められイキまくる軟体女 きみと歩実・岬あずさ・みおり舞（3月12日、ナチュラルハイ）全3名
- 挿れっぱなし杭打ちスロー騎乗位で若い精子を搾り取る人妻回春マッサージ嬢 星仲ここみ・佐野ゆいな・みおり舞（7月9日、DANDY）全3名
- ハイレグ美女ずぼずぼディルドオナニー 2（7月25日、デジタルアーク）全6名
- 二人の痴女に責め立てられたい！mow的WキャストM男イジメ BEST 5時間13組26名（9月1日、OFFICE K’S）全26名

##### 2021年
- 超恥ずかしい肛門観察 2枚組（2月20日、スターパラダイス）全21名
- 妄想着衣痴漢THE下半身タイガースBEST8時間（4月19日、下半身タイガース）全4名
- 聖心特装隊セイントフォースFinal．3 淫獄の聖女、穢された記憶 倉多まお・みおり舞（6月11日、GIGA）全2名
- 聖心特装隊セイントフォースFinal．4 姦獄の聖女、穢された肉体 倉多まお・みおり舞（6月25日、GIGA）全2名
- ヒーロー陥落 魔のくのいち三姉妹 シノビレッド完全敗北 豊中アリス・みおり舞・森ほたる（8月27日、GIGA）全3名

##### 2022年
- ワキ毛を見せつける痴女たちの卑猥なSEX！8時間2枚組（6月14日、セレブの友）全11名

### イメージDVD
- 合掌連合!（2015年1月16日、スパークビジョン）※「みおりん舞舞」名義

### アダルトVR
- VR 長尺 ストリップ（2018年2月15日、ガン見隊）全8名
- VR ドジっ娘物語 ノーモザイク ハイクオリティ（2020年12月20日、ガン見隊）全6名
- ガン見隊SPECIAL vol.4（2021年6月15日、ガン見隊）全14名 ※「VR ドジっ娘物語」「VR ボートデート ボート漕ぎパンチラ」を収録

### アダルト配信
- まい（2013年1月8日、シロウトTV SIRO-1321）※「まい」名義
- れい 1（2013年12月27日、ウレッ娘）※「れい」名義
- 女流雀士と4P！脱衣マージャンLIVE2014春 濃縮版 春日野結衣・みおり舞・すみれ（2014年7月29日、パラダイステレビ）全3名
- まい（2015年4月30日、街中の素人さんをナンパして顔射しちゃいました）※「まい」名義
- THE濡れ場 麻宮怜（2015年5月22日、素人タッチ）※「麻宮怜」名義
- 怜（2015年6月2日、シロウトタッチ）※「怜」名義
- 微乳だョ！全員集合 完全版～ぺったんこパイパイがいっぱい（2015年6月4日、パラダイステレビ）全4名
- まい（2016年1月5日、KISS MARK）※「まい」名義
- 私だけのDarlin’ タブチさん（2016年2月9日、GIRL’S CH）全4名
- 秘密のオナニーパーティー（3）完全版～シ●ウト女性が一夜限りの出演！（2016年4月10日、パラダイステレビ）全5名
- 軟体微乳娘 好色雑技団 完全版 美泉咲・内村りな・みおり舞（2016年7月31日、パラダイステレビ）全3名
- 深夜営業の女性限定マッサージ店を完全盗●（8） みおり舞・今亜理沙・倉科もえ（2017年1月15日、パラダイステレビ）全3名
- まい（2017年2月18日、ウルトラの膣）※「まい」名義
- 軟体微乳娘 好色雑技団（2）完全版 武藤つぐみ・みおり舞・原美織（2017年8月13日、パラダイステレビ）全3名
- シ●ウト20人！いつもしている本気のオナニーを自分で撮影するHなアルバイト（5）（2017年9月18日、パラダイステレビ）全20名
- AV女優格付けチェック！完全版～最低ランク女優は肉便器にして公開ナマ処刑 紺野ひかる・横山みれい・みおり舞（2017年12月30日、パラダイステレビ）全3名
- 誰でも吹かせられる！潮吹き専門風俗の実態～絶叫しながら大量噴射 みおり舞・京野結衣・他（2018年1月6日、パラダイステレビ）全3名
- お父さん達に捧ぐ！生ストリップショー最前線（3）完全版 真白希実・みおり舞・紗凪美羽（2018年5月2日、パラダイステレビ）全3名
- 210°開脚正常位を刮目せよ！！バレエ歴21年のスレンダー美女ゲット！！ほぼ紐の極小水着が食い込むI字バランスで乳首もクリもポロリ連発の大サービス！！そのまま開いたバレリーナマ○コの締まりは最高ですわんww：いくらでラブホ No.046（2019年9月1日、プレステージプレミアム）※「まい」名義
- お父さん達に捧ぐ！生ストリップショー最前線（7）完全版 みおり舞・原美織・林香里奈（2019年10月15日、パラダイステレビ）全3名
- 出張！アクメエアロバイクが（お家に）イクッ！ まいちゃん29歳 みおり舞（2020年8月12日、SODクリエイト）
- 総勢15人！お父さん達に捧ぐ！生ストリップショー総集編 全部まとめてイッキ見SP（2）（2022年3月22日、パラダイステレビ）全15名

### アダルトビデオ（無修正）
- ラフォーレ ガール Vol.4 麻宮玲（2013年6月26日、ラフォーレ ガール）
- ピンク・スワン 麻宮玲（2013年6月27日、一本道）
- バレエ・パイパン大開脚 麻宮玲（2013年10月1日、一本道）
- レッグスジャパン 碧しの＆みおり舞（2015年7月15日、レッグスジャパン）

### ポーズ集
- ビジュアルヌード・ポーズBOOK Dancer actみおり舞（2018年2月26日、二見書房、撮影：長谷川朗）ISBN 978-4576180298

## 出演

### Vシネマ
- 脱衣麻雀病棟X（2014年6月4日、アルバトロス）監督:マック・P・フォーエヴァー[13]
- 秘湯心霊の旅 鬼怒川編（2015年10月5日、アネック）監督:岡崎喜之[14]
- 聖獣警察2 警視庁性犯罪特捜10課（2015年11月4日、アルバトロス）監督:柴田愛之助[15]
- ヤンキー女子高生 全国制覇への道 茨城編（2016年1月25日、GPミュージアム）監督:江尻大[16]
- KINBAKU～華の章～（2016年12月12日、ニューセレクト）監督:友松直之 主演:彩華役[17][18]
- KINBAKU ～月の章～（2017年1月6日、ニューセレクト）監督:友松直之[19]
- 若妻のおシゴト 超VIPエステ倶楽部（2017年6月2日、アクセスエー）監督:金田敬[20]
- ヴァンパイア・フレンズ ～吸血少女の孤独～（2020年4月3日、竹書房）総監督:月下秀之 監督:井坂朋泰 ※ビデオ『レズビアン・ヴァンパイア ～弱いたちとの夏～』をR-15基準に再編集したもの[21]

### 映画
- 僕のオッパイが発情した理由（2014年4月23日公開、Xces Film）監督:浜野佐知[22]
- 湯けむり温泉芸者 お座敷で枕芸（2015年5月7日公開、オーピー映画）監督:竹洞哲也 - 「花田珠美」役[23]
- BODY TROUBLEー男が女になるビョーキ？（2015年公開、旦々舎）監督:浜野佐知 ※「僕のオッパイが発情した理由」の90分バージョン（R15+）
- 劇場版 501（2016年1月2日公開、ハマジム）監督:ビーバップみのる[24]
- 予備校生 恥じらいの個人授業 旧タイトル:「大人志願　恥じらいの発情」（2016年5月13日公開、大蔵映画） - 松田尚子 役 TV放送タイトル:「女子大生 恥じらいの発情」[25][26]
- 秘密 THE TOP SECRET（2016年8月6日公開、松竹）
- 芸者ガールズ お座敷で夢まくら（2016年8月26日公開、オーピー映画）監督:竹洞哲也 - 『湯けむり温泉芸者　お座敷で枕芸』のR15+指定版[27]
- 淵に立つ（2016年10月8日公開、エレファントハウス）監督:深田晃司[28]
- ストレガ（2019年公開、ガレージヒーロー、公式サイト： https://garagehero.wixsite.com/japan/strega ）※ゆうばり国際ファンタスティック映画祭2019上映[29]

### ウェブドラマ
- 全裸監督（2019年8月全話配信、Netflix）7話

### テレビ
- 徳井義実のチャックおろさせて〜や 春の催し（2013年3月16日、BSスカパー!） - 「ぽこxたて」に出演
- 給与明細2（2014年8月2日・9日、テレビ東京）
- 第1回セクシー女優ダラケ!のスカパー!水泳大会（2015年8月22日、BSスカパー）
- 24時間テレビ エロは地球を救う（2015年12月5日 - 6日、BSスカパー!）
  - 生でパイパイもませて（5日22時 - 6日2時）共演：通野未帆 ※VTR出演
- ビ〜チ9（2016年2月、テレビ埼玉） - マンスリーゲスト
- 螻蛄（けら）（疫病神シリーズ）第4話（2016年3月11日、BSスカパー！）
- 田村淳の地上波ではダメ!絶対! #30（2017年6月22日、BSスカパー!） - 「第3回エロ芸グランプリ」に出演
- 田村淳の地上波ではダメ!絶対! #34（2017年8月17日、BSスカパー!） - 「エロ芸ダンス甲子園」に出演

## 出版

### 写真集
- CD-ROM写真集 みおり舞 in 沖縄（2015年11月21日、サンクチュアリ）
- CD-ROM写真集 みおり舞 On（2015年10月24日、サンクチュアリ）
- CD-ROM写真集 みおり舞 Off（2015年10月24日、サンクチュアリ）
- CD-ROM写真集 そうだ OFFだからどっか旅に行こう 千葉編（2015年12月26日、サンクチュアリ）
- CD-ROM写真集 そうだ OFFだからどっか旅に行こう 鬼怒川編（2015年12月26日、サンクチュアリ）
- CD-ROM写真集 戦うメイドとスポーツ女子（2015年12月30日、NEXT11）
- CD-ROM写真集 イケメン執事と魔法少女（2015年12月30日、NEXT11）
- CD-ROM写真集 そうだ OFFだからどっか旅に行こう 京都編（2016年2月27日、サンクチュアリ）
- CD-ROM写真集 そうだ OFFだからどっか旅に行こう 群馬編（2016年4月23日、サンクチュアリ）
- CD-ROM写真集 戦うセーラー少女と長靴を履いた舞猫（2016年5月5日、GREEN）
- CD-ROM写真集「お気をつけてどうぞ！みおり舞＆武藤つぐみ」（2016年6月25日、サンクチュアリ）
- CD-ROM写真集 そうだ OFFだからどっか旅に行こう! 茨城・大洗編（2016年9月25日、サンクチュアリ）
- CD-ROM写真集 ソウダミオリマイオフダカラドッカイコウ 長野編（2016年11月26日、サンクチュアリ）
- CD-ROM写真集 Mioring みおり舞（2017年10月29日、サンクチュアリ）※三代目葵マリープロデュース作品
- CD-ROM写真集 女スパイと偽妹（?、?）

### 雑誌
- REAL Seagull（2014年8月5日、富士美出版）
- 週刊大衆 2015年1月26日号（双葉社）
- 強制中出し願望 犯されたい女（DVD付）（2015年2月27日、メディアソフト）
- 不倫[いいなり]（DVD付）（2015年10月8日、セブン新社）
- 悦虐愛奴館（DVD付）（2017年5月11日、三和出版）